# بروتوكول نقل الملفات
بروتوكول نقل الملفات (بالإنجليزية: File Transfer Protocol)‏ اختصاراً FTP، هو بروتوكول يستعمل عموما لتبادل الملفات على أيّ شبكة تدعم حزمة بروتوكولات الإنترنت. هناك حاسوبان مشتركان في نقل إف تي بي: الخادم والزبون. خادم التحميل يستمع على الشبكة لطلبات آلاتّصال من الحواسيب الأخرى. حاسوب الزبون يبدأ آلاتّصال بالخادم. حالما يرتبطان، يمكن للزبون أن يقوم بعدد من العمليات على الملف مثل إرسال الملفات إلى الخادم، وتحميل الملفات من الخادم، وتبديل الاسم أو حذف الملفات على الخادم وهكذا. أيّ شركة برامج أو مبرمج فردي يستطيع خلق برامج الزبون أو خادم التحميل لأن النظام يعد معيارا مفتوحا. عملياً جميع أنظمة الحاسوب تدعم نظام إف تي بي. هذا يسمح لأيّ حاسوب بالاتصال بشبكة مستندة على نظام السيطرة على الإرسال / آي بي لمعالجة الملفات بواسطة حاسوب على الشبكة بغض النظر عن أنظمة التشغيل المستخدمة (إن كانت الحاسبات تسمح لوصول إف تي بي). هناك العديد من برنامج التحميل الحالية وبرامج الخادم، والعديد من هذه مجّانية.
يعتبر ميثاق (بروتوكول) نقل الملفات FTP أحد المواثيق التي تنضم لحزمه مواثيق ميفاق ضبط الإرسال (Transmission Control Protocols) وترجمتها بالعربيه مواثيق التحكم في النقل وهي مواثيق تتميز بالأمان في نقل البيانات والتأكد من عدم فقدان البيانات خلال النقل.
يتميز ميثاق (بروتوكول) FTP باستخدام منفذ 20 port، المنفذ الأول رقمه 21 وهو مسئول عن نقل اوامر FTP بينما يستخدم المنفذ رقم 20 من أجل نقل البيانات.

## نظرة عامة
FTP يجرى عموماً على منفذين، 20 و 21، ويعمل بشكل خاص على نظام السيطرة على الإرسال. ينتظر خادم التحميل على المنفذ 21 وصول آلاتّصال من برامج التحميل. أي اتّصال على هذا المنفذ يشكّل جدول السيطرة، وخلاله تعبر الأوامر إلى خادم التحميل. ليحدث إرسال الملفات فعلياً يتطلب الأمر إتّصالا مختلفا. اعتمادا على نمط النقل، الزبون (النمط النشيط) أو الخادم (النمط السلبي) يمكن أن يستمعا لإتّصال البيانات القادم. قبل أن يبدأ إرسال الملفات، يفاوض الزبون والخادم منفذ اتّصال البيانات أيضا. في حالة الارتباطات النشيطة (حيث يتصل الخادم بالزبون لتحويل البيانات)، يربط الخادم على المنفذ 20 قبل الارتباط بالزبون. أما بالنسبة للارتباطات السلبية فليس هناك مثل هذا التقييد.
بينما تحوّل البيانات عن طريق جدول البيانات، يكون جدول السيطرة عاطلا. يمكن أن يسبّب ذلك بعض المشاكل بالنسبة لنقل البيانات الكبيرة عبر برامج الحماية التي توقّت الجلسات بعد الفترات الطويلة من التسيّب. بينما يتم تحويل الملف يمكن لجلسة السيطرة أن تنفصل عن برنامج الحماية وذلك قد يسبّب في حدوث خطأ.
وإذا شرحنا أو تحدثنا عن ال FTP بشكل بسيط جدا نستطيع أن نقول التالي:
ميثاق نقل البيانات (ال FTP) هو عبارة عن مسار أو طريق إلى قلب حاسوب ولكنه طريق لا يعرفه الا صاحب الجهاز الهدف لينقل من خلال الطريق كل المعلومات التي يريد سواء بأخذها من الجهاز الهدف أو نقلها إليه
والجهاز الهدف هو عادة الخادم لموقع الشخص وبداية الطريق هي من أي حاسوب ولكن تبقى كلمة السر هي مفتاح هذه الطريق فيستطيع الشخص الولوج إلى هدفه (خادمه الخاص) من أي حاسوب ولكن يجب عليه أن يعرف مفتاح الباب الذي سيقوده إلى الجهاز الهدف (الخادم، أو سيرفره الخاص)

## أهداف بروتوكول نقل الملفات
إنّ أهداف بروتوكول نقل الملفات (FTP)، كما هو ملخّص من قبل RFC الخاص به، هي:
- ترويج اشتراك الملفات (برامج الحاسوب و/أو البيانات).
- تشجيع الاستعمال غير المباشر أو الضمني للحواسيب البعيدة.
- حماية المستخدم من الاختلافات في أنظمة تخزين الملف بين المضيّفين المختلفين.
- تحويل البيانات بشكل موثوق وكفؤ.

## إنتقادات بروتوكول نقل الملفات
- محتويات الملف وكلمات السر يرسلان بالنصّ الواضح ويمكن أن يعترضا بواسطة المتصنّتين. هناك تحسينات للنظام تراوغ هذا.
- من الصعب ترشيح مرور النمط النشيط ل FTP إلى جانب الزبون باستعمال برنامج الحماية، لأن الزبون يجب أن يفتح منفذاً لكي يتلقى آلاتّصال. هذه المشكلة تحلّ باستعمال النمط السلبي ل FTP.
- من المحتمل انتهاك عروض الوكيل الداخلي للنظام لإخبار الخادم بإرسال البيانات إلى منفذ لحاسوب ثالث.
- FTP هو نظام خفيف جداً بسبب عدد الأوامر المتطلبة لبدء النقل.
- لا توجد مراقبة سلامة في جانب المستلم. إذا انقطع النقل، ليس للمستلم طريق لمعرفة إذا كان الملف كاملا أو ليس كذلك. من الضروري إدارة ذلك خارجيا.
- نقل ملف ملف واحدا تلو الآخر فذالك يصعب الموضوع بحيث أن لو ينقل الملفات مع البعض يكون أسرع وهاذا يسبب البطئ في الرفع.

## نظام بروتوكول نقل الملفات المجهول
العديد من المواقع التي تستخدم مخدمات FTP تفعل ما يسمّى «بنظام نقل الملفات المجهول». بهذا الترتيب ليس للمستعمل حاجة لامتلاك حساب على الخادم. اسم المستعمل المجهول هو 'anonymous' أو 'ftp'. هذا الحساب ليس بحاجة إلى كلمة سر. اقترح غوفر الإنترنت كبديل لنظام نقل الملفات المجهول، بالإضافة إلى نظام إرسال الملفات البديهي.
وهو مسئول عن تبادل الملفات من الإنترنت واليها

## صيغة البيانات
بينما تحول البيانات على الشبكة، يمكن استعمال نمطان:
1. نمط آسكي
2. النمط الثنائي

يختلف النوعان في طريقة إرسال البيانات. عندما يرسل ملف باستعمال نقل من نوع آسكي، ترسل الرسائل الفردية، والأعداد، والحروف باستعمال رموز حروف آسكي. تحفظ ماكنة الاستلام تلك في ملف نصّي بصيغة ملائمة (على سبيل المثال تحفظ ماكنة يونيكس بصيغة يونيكس، وماكنتوش بصيغة ماك). لذلك إذا استعمل نقل آسكي يمكن أن يفترض بأن نصّ عادي تم إرساله، وهو مخزن في حاسوب الاستلام بصيغته الخاصة.
إرسال ملف بالنمط الثنائي أمر مختلف. ترسل ماكنة الإرسال جميع بتات الملف تدريجياً ويخزن المستلم bitstream كما يستلمها. أيّ شكل آخر للبيانات غير النص العادي قد يفسد إن لم يستعمل هذا النمط. أغلب برامج التحميل تستعمل نمط آسكي. بعض الزبائن يحاولون تقرير نمط النقل المطلوب عن طريق التفتيش عن الاسم أو محتويات الملف.

## بروتوكول نقل الملفات ومتصفحات الويب
أحدث متصفحات الويب ومدراء الملفات يمكن أن يتصلوا بخادمات التحميل، بالرغم من أنّهم قد يفتقرون إلى دعم امتدادات النظام مثل إف تي بي إس. يسمح ذلك لتحريك الملفات البعيدة عبر FTP خلال وصلة مشابهة للتي تستعملت للملفات المحليّة. يعمل ذلك عن طريق رابط FTP الذي يأخذ الشكل ftp(s)://ftpserveraddress كلمة سر يمكن أن تعطى في الرابط بشكل اختياري، ومثال على ذلك:
ftp(s)://<login>:<password>@<ftpserveraddress>:<port>
تتطلّب أغلب متصفحات الويب استعمال النمط السلبي لFTP وليس لكل خادمات التحميل القدرة على معالجته. بعض المتصفّحات تسمح بتحميل الملفات فقط، لكنها لا تعرض أية طريقة لإرسال الملفات إلى الخادم.